# عزلة المجاهدة (تعز)

تعديل مصدري - تعديل

عزلة المجاهدة هي إحدى عزل مديرية مقبنة في محافظة تعز اليمنية ويبلغ تعداد سكانها 1653 نسمة حسب التعداد السكاني في اليمن لعام 2004.